# 고시가야 화물 터미널역
고시가야 화물 터미널 역(일본어: 越谷貨物ターミナル駅, こしがやかもつターミナルえき)은 일본 사이타마현 고시가야시에 있는 일본화물철도 무사시노 선의 화물역이다.

## 역 구조
본선의 북쪽을 따라 2킬로미터쯤의 구내를 가진 지상역. 본선은 구내 서쪽 끝과 동쪽으로는 고가선으로 되어있어서, 당역 부분만 지상에 있다.
역의 남쪽에서, 상하 본선, 착발선 4개 분류선 컨테이너 승강장 1면 1선, 1면 3선, 1면 1선, 유개차용 승강장 1면 1선, 보수 차량기지순으로 서있다. 2번째 컨테이너 승강장은 일부가 노치식이다. 하역선 및 구분선과 착발선은, 요시카와역 방면으로 뻗어 입환선을 통해 연결되어 있다.
역사에는 영업 창구의 JR화물 고시가야 영업소나 화물 열차의 운전사 및 히가시토코로자와 전차구 승무원의 공용 수면실이 갖춰져 있다.

## 역 주변
역의 위를 사이타마 현도 115호 고시가야야시오 선이 지하에 시도가 다니고 있다. 역의 북쪽에 유통단지가 있어 물류 관계의 창고가 들어 차있다.
- 일본우편 신코시가야 우체국

## 역사
무사시노 선 개업시에, 화물의 거점역으로서 설치되었다. "무사시노 선 공사지"에 따르면 부지 면적은 17만 6000m이며, 당초 장래적인 화물 취급량은 연간 240만톤, 하루에 화차 720량과 계획되었다. 또 개업시 역 북쪽의 유통단지와 역을 레일로 직결하려는 계획이 있었다.
- 1973년 4월 1일: 국철 무사시노 선 개통과 동시에 영업 개시.
- 1987년 4월 1일: 일본 철도 민영화로 일본화물철도의 역이 됨.
- 1992년 6월: 요코하마혼모쿠 역 출발의 일본 석유(현, JX닛코우 일본 석유 에너지)에 의한 휘발유 피기백 수송 개시.
- 1994년 12월: 간사이 방면의 노선 화물 피기백 수송 개시.
- 1996년 3월: 석유 피기백 수송 종료.
- 1998년 10월: 노선 화물 피기백 수송 종료.
- 2000년 7월: 토지 조성용 천토 수송 개시.
- 2006년 3월: 잔토 수송 종료.

## 인접역
| 동일본 여객철도 ■ 무사시노 선  | 동일본 여객철도 ■ 무사시노 선 | 동일본 여객철도 ■ 무사시노 선         |
| ------------------------------ | ----------------------------- | ------------------------------------- |
| 미나미코시가야 후추혼마치 방면 |                               | 고시가야 레이크타운 니시후나바시 방면 |